# Марши
Маршите (на немски: Marsch, Marschland) представляват горната, по-висока част на крайбрежието (над ватите), заливани по време на най-високите приливи или по време на големи морски бури. Ивицата на маршите е широка до няколко десетки километра. По-голямата част от тях са заети от естествени ливади и блата с халофитна растителност. В Нидерландия и Германия маршите се намират под морското равнище и са отделени от морето с естествени дюни и изкуствени диги, предпазващи ги от наводнения. На много места в тези две страни маршите са отводнени и под името полдери се използват за земеделски дейности.